# Paralelo 55 norte
El paralelo 55 norte es un paralelo que está 55 grados al norte del plano ecuatorial de la Tierra.
Atraviesa Europa, Asia, el Océano Pacífico, América del Norte y el Océano Atlántico.
A esta latitud el día dura 17 horas con 22 minutos en el solsticio de junio y 7 horas con 10 minutos en el solsticio de diciembre.

## Alrededor del mundo
Comenzando en el meridiano de Greenwich y tomando la dirección este, el paralelo 55 norte pasa sucesivamente por:
| Coordenadas                        | País, territorio o mar | Notas |
| ---------------------------------- | ---------------------- | --- |
| 55°0′N 0°0′E / 55.000, 0.000       | Mar del Norte          | |
| 55°0′N 8°21′E / 55.000, 8.350      | Alemania               | Island of Sylt, close to Germany's northernmost point |
| 55°0′N 8°23′E / 55.000, 8.383      | Mar de Frisia          | |
| 55°0′N 8°39′E / 55.000, 8.650      | Dinamarca              | Jutland (mainland) and the island of Als |
| 55°0′N 9°58′E / 55.000, 9.967      | Pequeño Belt           | |
| 55°0′N 10°27′E / 55.000, 10.450    | Dinamarca              | Islands of Skarø, Tåsinge and Langeland |
| 55°0′N 10°54′E / 55.000, 10.900    | Gran Belt              | |
| 55°0′N 11°5′E / 55.000, 11.083     | Smålandsfarvandet      | |
| 55°0′N 11°53′E / 55.000, 11.883    | Dinamarca              | Islands of Sjælland and Møn |
| 55°0′N 12°32′E / 55.000, 12.533    | Mar Báltico            | |
| 55°0′N 14°59′E / 55.000, 14.983    | Dinamarca              | Island of Bornholm |
| 55°0′N 15°6′E / 55.000, 15.100     | Mar Báltico            | |
| 55°0′N 20°33′E / 55.000, 20.550    | Rusia                  | Óblast de Kaliningrado - atraviesa la laguna de Curlandia |
| 55°0′N 22°38′E / 55.000, 22.633    | Lituania               | |
| 55°0′N 26°13′E / 55.000, 26.217    | Bielorrusia            | |
| 55°0′N 30°58′E / 55.000, 30.967    | Rusia                  | Atraviesa la ciudad de Novosibirsk |
| 55°0′N 68°12′E / 55.000, 68.200    | Kazajistán             | |
| 55°0′N 71°1′E / 55.000, 71.017     | Rusia                  | |
| 55°0′N 135°24′E / 55.000, 135.400  | Mar de Ojotsk          | |
| 55°0′N 136°47′E / 55.000, 136.783  | Rusia                  | Isla Feklistova |
| 55°0′N 137°4′E / 55.000, 137.067   | Mar de Ojotsk          | |
| 55°0′N 137°26′E / 55.000, 137.433  | Rusia                  | Isla Gran Chantar |
| 55°0′N 138°11′E / 55.000, 138.183  | Mar de Ojotsk          | |
| 55°0′N 155°35′E / 55.000, 155.583  | Rusia                  | Península de Kamchatka |
| 55°0′N 161°59′E / 55.000, 161.983  | Océano Pacífico        | |
| 55°0′N 166°8′E / 55.000, 166.133   | Rusia                  | Isla de Bering |
| 55°0′N 166°23′E / 55.000, 166.383  | Mar de Bering          | Passing just north of Isla Medni, Rusia |
| 55°0′N 163°57′O / 55.000, -163.950 | Estados Unidos         | Alaska - Isla Unimak and the Península de Alaska |
| 55°0′N 162°34′O / 55.000, -162.567 | Océano Pacífico        | Golfo de Alaska - passing just south of Isla Dolgoi and Isla Unga, Alaska, Estados Unidos |
| 55°0′N 160°8′O / 55.000, -160.133  | Estados Unidos         | Alaska - Isla Nagai |
| 55°0′N 160°4′O / 55.000, -160.067  | Océano Pacífico        | Golfo de Alaska |
| 55°0′N 159°25′O / 55.000, -159.417 | Estados Unidos         | Alaska - Islas Shumagin |
| 55°0′N 159°21′O / 55.000, -159.350 | Océano Pacífico        | Golfo de Alaska |
| 55°0′N 133°9′O / 55.000, -133.150  | Estados Unidos         | Alaska - Isla Dall, Isla Sukkwan and Isla del Príncipe de Gales |
| 55°0′N 131°59′O / 55.000, -131.983 | Estrecho Clarence      | |
| 55°0′N 131°36′O / 55.000, -131.600 | Estados Unidos         | Alaska - Isla Annette y Isla Duke |
| 55°0′N 131°15′O / 55.000, -131.250 | Canal de Revillagigedo | |
| 55°0′N 131°0′O / 55.000, -131.000  | Estados Unidos         | Alaska - Sureste de Alaska |
| 55°0′N 130°15′O / 55.000, -130.250 | Canadá                 | British Columbia - Isla Pearse and the mainland Alberta Saskatchewan Manitoba Ontario |
| 55°0′N 82°16′O / 55.000, -82.267   | Bahía de Hudson        | |
| 55°0′N 78°28′O / 55.000, -78.467   | Canadá                 | Quebec Terranova y Labrador - for about 12 km Quebec Terranova y Labrador - for about 5 km Quebec - for about 3 km Terranova y Labrador Quebec Terranova y Labrador - mainland and the Islas Adlavik |
| 55°0′N 58°40′O / 55.000, -58.667   | Océano Atlántico       | |
| 55°0′N 8°33′O / 55.000, -8.550     | Irlanda                | Island of Arranmore and mainland |
| 55°0′N 7°24′O / 55.000, -7.400     | Reino Unido            | Irlanda del Norte (passing through the city of Derry) |
| 55°0′N 5°59′O / 55.000, -5.983     | Canal del Norte        | |
| 55°0′N 5°10′O / 55.000, -5.167     | Reino Unido            | Escocia (passing through Gretna) Inglaterra (passing through the Newcastle-upon-Tyne urban area) |
| 55°0′N 1°25′O / 55.000, -1.417     | Mar del Norte          | |

## Ciudades y pueblos notables en 55 ° N
Comenzando en el Primer Meridiano y dirigiéndose hacia el este:
- Omsk, Óblast de Omsk, Rusia
- Novosibirsk, Óblast de Novosibirsk, Rusia
- Derry, Irlanda del Norte, Reino Unido
- Newcastle upon Tyne, Inglaterra, Reino Unido
- South Shields, Inglaterra, Reino Unido